# Паньшино (Орловская область)
Паньшино — посёлок в Дмитровском районе Орловской области. Входит в состав Долбенкинского сельского поселения.

## География
Расположен в 21 км к юго-востоку от Дмитровска и в 2 км к северу от Железногорска, на левом берегу Речицы, почти у самой границы с Железногорским районом Курской области. К северу от посёлка расположено урочище Должанки. Напротив Паньшино, на правом берегу Речицы, до 1976 года располагался посёлок Кочки.

## История
В 1926 году в посёлке было 20 дворов, проживало 137 человек (71 мужчина и 66 женщин). В то время посёлок входил в состав Долбенкинского сельсовета Долбенкинской волости Дмитровского уезда. В 1937 году в посёлке был 21 двор. Во время Великой Отечественной войны, с октября 1941 года по 1943 год, Паньшино находилось в зоне немецко-фашистской оккупации.

## Население
| 1926 | 1979 | 2002 | 2010 |
| ---- | ---- | ---- | ---- |
| 137  | ↘45  | ↘24  | ↘11  |